# Abyss Pool
Koordinaten: 44° 25′ 5,6″ N, 110° 34′ 21″ W
Abyss Pool ist eine Thermalquelle im West-Thumb-Geysir-Becken im Yellowstone-Nationalpark im US-Bundesstaat Wyoming.

## Allgemein
Mit bis zu 16 m Tiefe ist die Quelle eine der tiefsten im Park. Ein Ausbruch des Abyss Pool ist zum ersten Mal zwischen August 1987 und September 1991 beobachtet worden, danach wieder zwischen Dezember 1991 und Juni 1992. Seitdem wurden keine Ausbrüche mehr dokumentiert. Die Ausbrüche erreichten eine Höhe von 9 m bis 30 m. Als Temperatur werden 82,6 °C angegeben.